# Pfarrkirche Perdonig

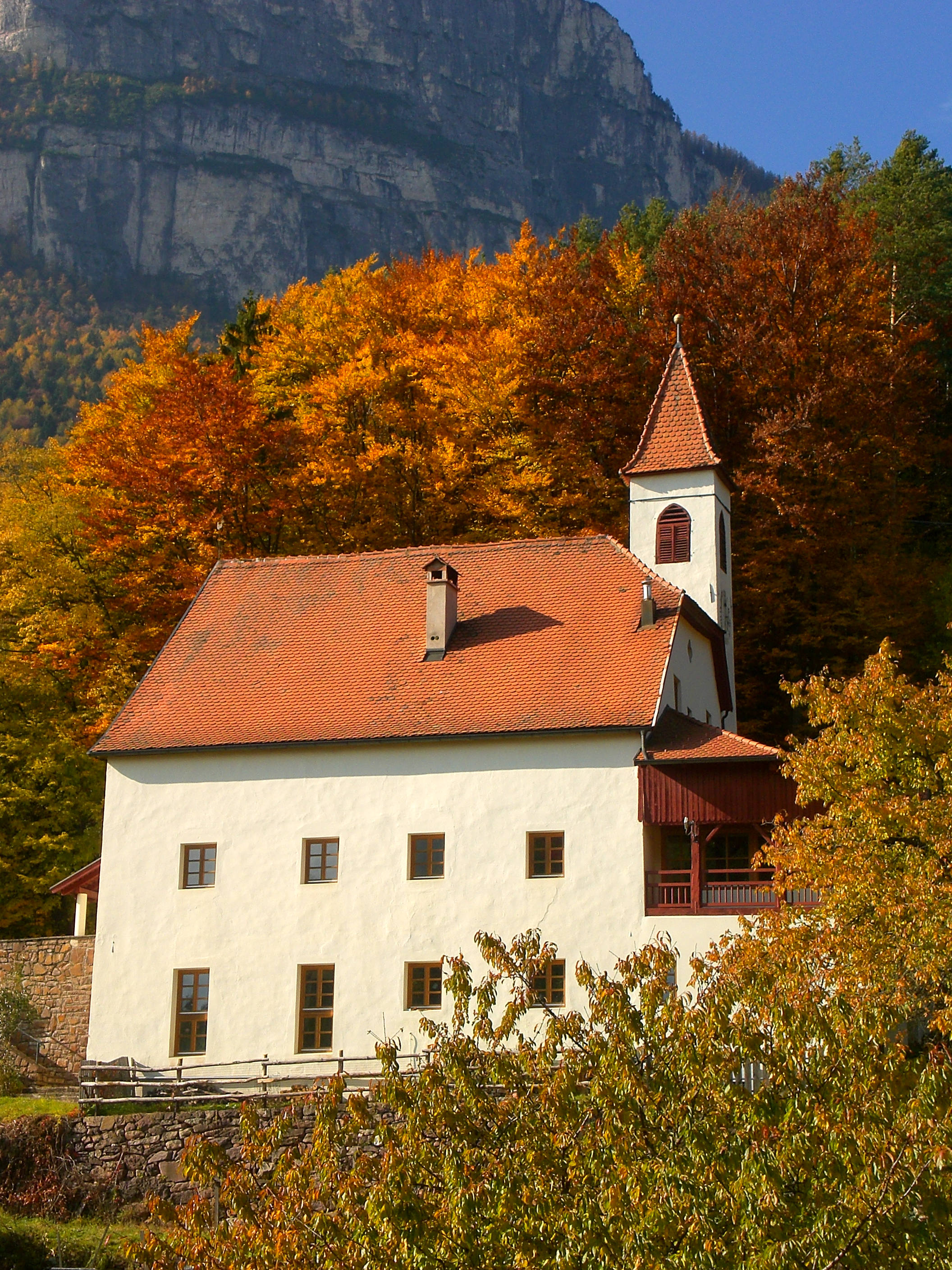
Pfarrkirche Perdonig, Südansicht

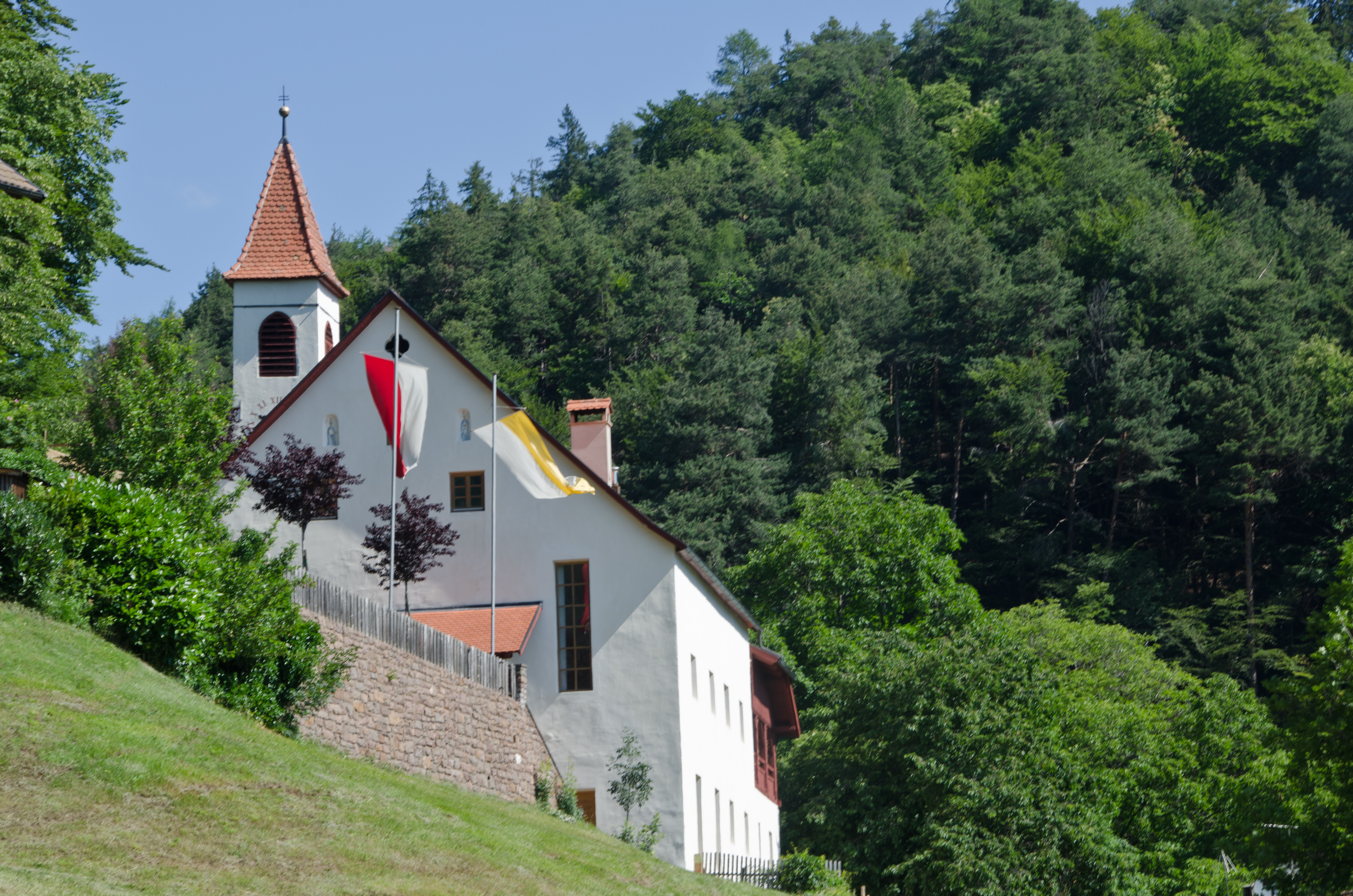
Pfarrkirche Perdonig, Westansicht

Die Pfarrkirche zu den Hl. Vigilius und Ulrich liegt in der Eppaner Fraktion Perdonig in Südtirol.

## Geschichte

### Die alte Vigiliuskirche
Die alte St.-Vigilius-Kirche lag hoch über Eppan auf einer Hügelkuppe, dem Vigiliushügel. Sie soll laut Legende vom Heiligen Vigilius († 400 n. Chr.) selbst über einem heidnischen Heiligtum errichtet worden sein. Die St.-Vigilius-Kirche war vor der Errichtung der Pfarreien um 1100/50 die Taufkirche in diesem Gebiet. Dieser Ort war genügend weit entfernt von den unten durchziehenden Völkerwanderungsscharen und zugleich von der Natur aus ziemlich gut geschützt. Hier lässt sich mindestens seit dem 13. Jh. ein tätiger Priester nachweisen.

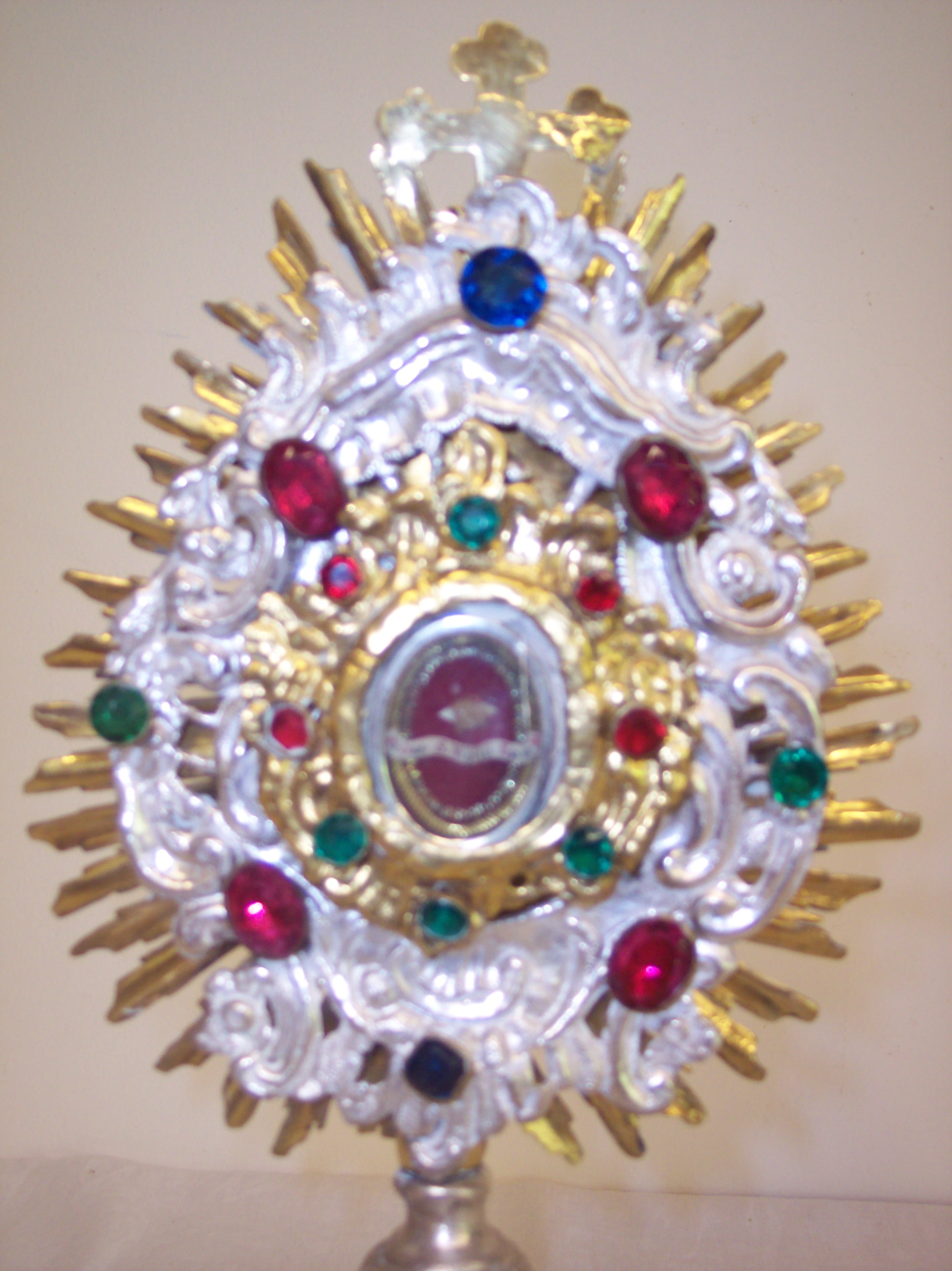
Reliquie des Hl. Vigilius

Erstmals urkundlich erwähnt wird die Kirche als „sanctus Vigilius supra Pradonie“ im Jahr 1315. Zu dieser Zeit hatte der Bischof von Trient die Herren von Boimont nach Trient zu sich rufen lassen und ihnen vorgeworfen, dass sie die St.-Vigilius-Kirche schon seit langer Zeit vernachlässigt hätten und auch keinen Priester mehr dort unterhielten. Die Boimonter hatten anscheinend um 1300 den Kaplan von Perdonig nach St. Justina versetzt. Diese Vernachlässigung der St.-Vigilius-Kirche und der Bauern von Perdonig wollte der Bischof nicht dulden. Er trug den Boimontern auf, wieder einen Kaplan dort oben einzusetzen und diesen ohne Erlaubnis des Pfarrvikars von St. Pauls nirgendwo anders die hl. Messe lesen zu lassen: Vor 1800 ist bekannt, dass der Kaplan zwar bei der St.-Justina-Kirche seinen Wohnsitz hatte, aber jeden zweiten Sonntag hinauf nach Perdonig ging, um dort die hl. Messe zu lesen. Es war also zu einer Übereinkunft gekommen. Die St.-Vigilius-Kirche wurde bis um 1799 benützt, ehe die neue Kirche weiter talwärts in Perdonig gebaut wurde. Die Kirche wurde teils abgetragen und verfiel bald. 1904 wurde dann auch noch der Turm gesprengt, wobei auch das Gewölbe einstürzte, und dessen Steine für den Bau des Wieserstadels verwendet, der jedoch zwei Jahre danach bis auf die Grundmauern niederbrannte. Dies weist auf eine ehemals sehr große Bedeutung dieser so abgeschiedenen Kirche auf dem Vigiliushügel oberhalb von Perdonig hin.

### Neubau und Renovierung
Die neue Kirche wurde von 1795 bis 1799 von Hieronymus von Vinschger auf eigene Kosten und mit unentgeltlicher Hilfe der Perdoniger auf einem vom Wieserbauer in Perdonig gratis zur Verfügung gestellten Grundstück errichtet. Sie wurde am 9. Dezember 1799 eingeweiht.
Anfang der 1990er Jahre befand sich die Kirche samt Widum in einem so schlechten Zustand, dass eine Sanierung und Erweiterung notwendig wurden. Das Projekt wurde von den Architekten Rainer Kainraith und Peter Eisenstecken ausgearbeitet. Im Jänner 1992 wurde mit den Arbeiten begonnen. Während die Außenfassaden der Kirche nahezu unverändert blieben, wurde der Kirchenraum nach Osten hin erweitert. An der Scheitelwand des Kirchenraumes, direkt über dem neuen Altar, wurde ein dreieckiges Dachfenster geschaffen, welches die Nähe zu Gottes Natur und zum hier typischen Buchenwald im Farbenspiel der Jahreszeiten vermitteln soll. Die neu gestaltete Pfarrkirche wurde an ihrem Patrozinium, dem 26. Juni 1994, von Diözesanbischof Wilhelm Egger eingeweiht.

## Ausstattung
Die Kirche wurde von dem aus St. Ulrich in Gröden stammenden Altarbauer Anton Perathoner ausgestattet.
Der alte neuromanische Hochaltar umfasst zwei Holzskulpturen, die heilige Anna und den heiligen Josef. Sie umrahmen das Altarbild (Öl auf Leinen) aus der Mitte des 17. Jahrhunderts, auf dem die beiden Kirchenpatrone, die Heiligen Vigilius als Bischof von Trient mit dem Holzschuh und Ulrich als Bischof von Augsburg mit dem Fisch dargestellt sind. Zwischen den beiden Bischöfen erkennt man die alte St. Vigiliuskirche, aus der das Altarbild übertragen wurde. Oberhalb dieser Szene schwebt die gekrönte Maria mit dem Jesuskind umgeben von den Cherubim und Seraphin.
Der Rundbogen des Altarbildes wird durch Holzreliefe der Engel und Erzengel umrahmt. Das Antependium wurde mit Halbplastiken besonders schön gestaltet, in der Mitte befindet sich ein reich verziertes goldenes Kreuz und auf der linken wie auf dessen rechte Seite sieht man Schriftrollen mit der Inschrift: et verbum caro factum est et habitavit in nobis (= das Wort ist Fleisch geworden und hat unter uns gewohnt, Joh 1,14 ).
Das älteste Stück dieser Kirche ist eine kleine Steinfigur des Heiligen Vigilius, welche sich rechts oberhalb des alten Portals befindet. Diese Steinfigur stammt aus dem 14. Jahrhundert und wurde zusammen mit zwei gotischen Holzfiguren der Heiligen Vigilius und Nikolaus um 1400 aus der alten Kirche in die neue übertragen.

### Glocken
Die Kirche besitzt einen Turm mit drei Glocken. Die größte der drei stammt aus dem Jahr 1545 und ist damit die älteste. Laut Legende soll diese Glocke im Zuge der josefinischen Kirchenauflösungen von der Georgskirche (Georgsturm, heute Ruine) in Oberplanitzing in die neue Perdoniger Kirche überführt worden sein. Die beiden kleineren Glocken stammen aus dem Jahr 1929, sie wurden in der Werkstatt von Luigi Colbacchini und Söhnen in Trient gegossen.
Das Geläute von Perdonig mit seinem metallischen Klang ist eine Seltenheit geworden, da diese Kirche die einzige Pfarrkirche im Überetsch ist, in der die Glocken noch von Hand, ohne jegliche technische Hilfe, geläutet werden. Viele der ca. 200 Einwohner haben selbst schon einmal geläutet.

### Orgel
Die Orgel wurde im Jahre 1986 angeschafft, zuvor diente ein Harmonium zur Begleitung der liturgischen Gesänge. Die Orgel wurde von der Firma Späth gebaut und soll die einzige ihrer Art in Italien sein. Sie besitzt fünf Register:
| Manual C–    |
| Gedeckt 8′   |
| Prinzipal 4′ |
| Rohrflöte 4′ |
| Oktave 2′    |

| Pedal C–    |
| Subbass 16′ |

- Koppeln: M/P.